# 高畑正幸
高畑 正幸（たかばたけ まさゆき、1974年6月23日 - ）は、日本の文房具ライター。通称「文具王」。

## 人物
香川出身。香川県大手前高校、千葉大学工学部を卒業した後、千葉大学大学院工学研究科工業意匠学専攻に進学し修士課程を修了。
テレビ東京『TVチャンピオン』内で実施された「文房具通選手権」において3連続優勝（1999年、2001年、2005年）を果たし、「文具王」の座に就任。
2000年、サンスター文具に就職。商品本部に10年間所属したのち、マーケティング部に転属。同社の社員としての勤務のかたわら、文房具についての執筆・講演活動も行う。
2007年、きだてたく、他故壁氏共に文房具ユニット「ブング・ジャム」を結成。トークショーなどの文房具に関連したイベントを行っている。
2012年9月より個人活動を開始（サンスター文具株式会社とプロ契約）。お気に入りボールペン「OKB48総選挙」を主催している。
2020年12月の高畑正幸公式YouTubeアカウントのYouTubeライブ配信にて結婚した旨、発表。

## 著書

### 単著
- 『究極の文房具カタログ 初版』（自費出版、1995年）
- 『究極の文房具カタログ』（自費出版、1999年）
- 『究極の文房具カタログ【マストアイテム編】』（ロコモーションパブリッシング、2006年） ISBN 978-4862120342
- 『究極の文房具ハック』（河出書房新社、2010年） ISBN 978-4309245263
- 『そこまでやるか！文具王 高畑正幸の最強アイテム完全批評』（日経BP社、2011年）
- 『一度は訪れたい文具店&イチ押し文具』（玄光社、2014年）
- 『究極の文房具カタログ』（河出書房新社、2015年6月）[注 1] ISBN 978-4-309-24716-8
- 『文房具語辞典』（誠文堂新光社、2020年1月） ISBN 978-4-416-51887-8
- 『人生が確実に幸せになる文房具100』（主婦と生活社、2023年11月） ISBN 978-4-391-16067-3

### 共編著
- 『筆箱採集帳』（ロコモーションパブリッシング、2009年1月） - きだてたく、他故壁氏との共著
- 『ブング・ジャムの文具放談』シリーズ（株式会社ステイショナーによる電子書籍） - きだてたく、他故壁氏との共著
  - 『ブング・ジャムの文具放談１』（2013年12月）
  - 『ブング・ジャムの文具放談２』（2014年12月）[3]
  - 『ブング・ジャムの文具放談３』（2015年12月）
  - 『ブング・ジャムの文具放談４』（2017年2月）
  - 『ブング・ジャムの文具放談５』（2018年3月）
  - 『ブング・ジャムの文具放談６』（2019年2月）
- 『手帳鼎談』シリーズ（株式会社ステイショナーによる電子書籍） - 舘神龍彦、納富廉邦との共著
  - 『手帳術って何だ？ 手帳鼎談』（2013年12月）
  - 『続手帳鼎談 手帳術のゆくえ』（2014年12月）
  - 『手帳鼎談３ 手帳の森を抜けて』（2015年12月）
- 『文具王・高畑正幸とカラクリ大好き・大谷和利が見つけた3DプリンタCellPの楽しみ方』（インプレスR&D、2014年6月） - 大谷和利との共著
- 『筆箱採集帳 増補・新装版』（廣済堂出版、2014年9月） - きだてたく、他故壁氏との共著
- 『この10年でいちばん重要な文房具はこれだ決定会議』（スモール出版、2018年3月） - 古川耕、きだてたく、他故壁氏との共著

### 監修
- 『超メモ術 ―ヒットを生み出す7つの習慣とメソッド』（玄光社、2015年8月） - 倉下忠憲とともに監修
- 『文具を買うなら異世界で！』（アスキー・メディアワークス、2018年1月） - 原作：とよだたつき、漫画：海産物
- 『文具を売るなら異世界で！』（アスキー・メディアワークス、2019年3月） - 原作：とよだたつき、漫画：海産物

### 翻訳
- 『えんぴつとケシゴム』（KADOKAWA、2020年3月） - 文：カレン・キルパトリック/ルイス・O・ラモス・ジュニア、絵：ヘルマン・ブランコ

## 受賞
- 1999年   4月  TVチャンピオン「第2回全国文房具通選手権」優勝
- 2001年   3月  TVチャンピオン「第3回全国文房具通選手権」優勝
- 2002年 10月  グッドデザイン賞「穴あきハサミPRO」
- 2003年 10月  グッドデザイン賞「穴あきスライドハサミ」
- 2003年 10月  グッドデザイン賞「ペーパーステッチロック」
- 2003年 10月  グッドデザイン賞「プチマーカー」
- 2004年 10月  グッドデザイン賞「スタンド付ルーペPRO」
- 2005年   3月  TVチャンピオン「第4回全国文房具通選手権」優勝
- 2005年 10月 グッドデザイン賞「ツインマーカー」
- 2006年 10月  グッドデザイン賞「色鉛筆」
- 2007年   8月  キッズデザイン賞「スタンド付ルーペSect」
- 2007年   8月  キッズデザイン賞「安全練習はさみ」
- 2008年 10月  グッドデザイン賞「テトラ消ゴム」
- 2015年 10月  グッドデザイン賞「アクセスノートブック」